# ۵ نوامبر
۵ نوامبر در تقویم گرگوری، سیصد و نهمین (در سال‌های کبیسه سیصد و دهمین) روز سال است. ۵۶ روز تا پایان سال باقی است.

## رویدادها
- ۸۶۴ - سلسلهٔ علویان طبرستان توسط داعی کبیر در آمل بنیان نهادن شد.[۱]
- ۱۹۱۱ - پس از اعلام جنگ ایتالیا در ۲۹ سپتامبر به امپراتوری عثمانی این کشور طرابلس و برقه در آفریقا را اشغال کرد.
- ۱۹۱۲ - توماس وودرو ویلسون به عنوان بیست و هشتمین رئیس جمهور ایالات متحده آمریکا از حزب دموکرات به ریاست جمهوری ایالات متحده منصوب شد.
- ۱۹۱۳ - اتو پادشاه بایرن از سمت خود عزل و لودویگ سوم جانشین او شد.
- ۱۹۱۴ - در طی جنگ جهانی اول فرانسه و بریتانیا به امپراتوری عثمانی اعلان جنگ دادند.
- ۱۹۸۶ - آدولف هیتلر صدر اعظم آلمان نازی در یک دیدار محرمانه به بیان برنامه سیاست لبنسراوم خود پرداخت.
- ۱۹۴۳ - واتیکان توسط قوای متحدین در طی جنگ دوم جهانی بمباران شد.
- ۱۹۸۶ - کلمبیا به سازمان ملل متحد پیوست.
- ۱۹۷۰ - در طی جنگ ویتنام ارتش ایالات متحده اعلام کرد در کمترین میزان تلفات در یک هفته ۲۴ سرباز آمریکایی کشته شدند.
- ۱۹۸۶ - یواس‌اس رنتز (اف‌اف‌جی-۴۶)، یواس‌اس ریوز (دی‌ال‌جی-۲۴) و یواس‌اس اولدندورف (دی‌دی-۹۷۲) ناوهای آمریکایی برای اولین بار پس از سال ۱۹۴۹ از بندر چینگ‌دائو چین دیدار کردند.
- ۱۹۹۶ - فاروق لغاری رئیس جمهور پاکستان دولت بی نظیر بوتو نخست وزیر این کشور را ساقط و مجلس ملی را منحل کرد.
- ۲۰۰۶ - صدام حسین رئیس جمهور و دیکتاتور پیشین عراق به همراه برزان تکریتی رئیس دستگاه استخبارات او و عواد البندر از نزدیکانش به اتهام دست داشتن در کشتار ۱۴۸ مسلمان شیعه در دجیل به اعدام محکوم شدند.
- ۲۰۰۷ - گانگ اه یک به اولین ماه گرد چینی برای قرار گرفتن در مدار ماه به فضا پرتاب شد.
- ۲۰۰۷ - سیستم عامل آندروید توسط گوگل رونمایی شد.
- ۲۰۰۹ - درگیری بین مبارزان حوثی و ارتش عربستان در خطوط مرزی عربستان با یمن آغاز شد.[۲]
- ۲۰۰۹ - نضال مالک حسن، یک روان پزشک و سرگرد آمریکایی، با گشودن آتش بر روی نظامیان مشغول‌به‌کار در فورت هود در تگزاس در مرگبارارین حمله از نوع خود، ۱۳ نظامی و غیرنظامی را کشته و ۳۰ تن دیگر زخمی نمود.
- ۲۰۱۳ - هند اولین مریخ گرد خود را با عنوان فضای پیمای بین سیاره‌ای به سمت این سیاره پرتاب کرد.

توطئه باروت در سال ۱۶۰۵

## مناسبت ها
- روز جهانی آگاهی از وقوع سونامی
- روز جهانی فرهنگ عمومی

## زادروزها
- ۱۸۵۵ – یوجین دبز، سوسیالیست آمریکایی. (مرگ: ۱۹۲۶)
- ۱۸۸۵ – ویل دورانت، فیلسوف، مورخ و نویسنده آمریکایی. (د. ۱۹۸۱)
- ۱۸۹۳ – ریموند لووی، مهندس و طراح فرانسوی-آمریکایی (د. ۱۹۸۶)
- ۱۹۰۵ – لویی روزیه، رانندهٔ مسابقات اتومبیل‌رانی اهل فرانسه (د. ۱۹۵۶)
- ۱۹۶۶ – جیمز آلن، خبرنگار و مفسر ورزشی اهل انگلستان
- ۱۹۹۱ – فلوم، دی‌جی و تهیه‌کنندهٔ موسیقی اهل استرالیا